# Последният воин
„Последният воин“ (с оригинално заглавие на английски: Flap, разпространен във Великобритания като The Last Warrior и в България като Последният воин) е американски уестърн филм от 1970 г., режисиран от Карол Рийд и с участието на Антъни Куин, Клод Акинс и Шели Уинтърс. Действието се развива в съвременен индиански резерват и е базирано на романа „Никой не обича пиян индианец“ от Клер Хъфакър.
Флайпинг Ийгъл живее в индиански резерват в югозападната част на Съединените щати. Той пие твърде много, което е един от многото източници на разногласия между Флап и любимата му Дороти Блубел. Той също така има постоянни проблеми със сержанта от полицията (лагерна охрана, предимно съставена от индианци). Рафърти, полицай в града, който е брутален и привидно фанатичен (макар и критикуван в края на историята от Флап, че е, както Флап го казва, само „наполовина индианец“ т.е. мелез.).
Флап се издържа, като прави доставки със стар пикап и помощ от приятелите си. Разпиляването на кутия с „индийски кукли“, предназначени за продажба като туристически сувенири, води до наказателен талон от Рафърти, водещ до представянето на адвоката на Флап, Ранената мечка г-н Смит. Вместо юридически книги кабинетът на Ранената мечка е пълен със смешни купчини пергаменти, за които в крайна сметка се оказва, че представляват много договорни обещания, дадени на племето от правителството. Такива договори информират съветника на Ранената мечка за Флап в последвалите инциденти.
Флап се намесва в активизъм, като първо пречи на строителен екип, който взривява и строи магистрала през индианска земя (по това време междущатската магистрала 25 се завършва през кварталите на местоположението) и случайно унищожава чисто новия челен товарач на екипажа, който Ранената мечка води, и както той вярва, че влакът ще стане законна индийска собственост, след като бъде „изоставен“ на тяхна територия.
Рафърти е жестоко бит от Флап след поредица от обиди и злоупотреби и последната капка, която прелива чашата е застрелването на куче, принадлежащо на беден, жалко самотен, стар индианец. Сега самотният индиански активист, чиито протести му печелят публичност и популярност, отново съобразно с договор, който в този случай предполага, че неоправдани полицейски действия срещу него са върнали града обратно в собственост на племето, Флап води поход в града да установят претенцията си, съобразно с този договор между племето и правителството.  От прозореца на болницата Рафърти насочва пистолет и го убива.

## Отзиви за филма
Филмовата продукция предизвиква протести, като се има предвид, че оригиналното заглавие е „Никой не обича пиян индианец“, особено от местните индианци, когато продукцията е снимана на място във и близо до пуебло резервати.
Приемането на филма е различно; от една страна, филмът е похвален за това, че осветлява тежкото положение на индианците в Америка, докато неудобната карикатура на Антъни Куин (включително няколко от характерните му танцови стъпки от „Зорба гъркът“) предизвиква критики, довеждайки до сравнения с предишните му етнически герои, напр. „Зорба Навахо“. „Тази снимка направи шега с правата на индианците. Нямаме нищо против да се смеем на себе си, но тази снимка ни накара да изглеждаме като идиоти“.